# Цитадель Батуринської фортеці
Цитадель Батуринської фортеці — архітектурно-меморіальний комплекс на території Національного історико-культурного заповідника «Гетьманська столиця» у місті Батурин Ніжинського району Чернігівської області.
Це єдиний в Україні скансен-археопарк, відтворений In situ.

## Історія створення

Пам'ятник жертвам Батуринської трагедії 1708 р. (2004 р.)

У 1995—2008 рр. археологічною експедицією Національного університету «Чернігівський колегіум» імені Т. Г. Шевченка під керівництвом Володимира Коваленка велися дослідження території, на якій знаходився Батуринський замок.
Визначення Цитадель по відношенню до даної пам'ятки обумовлене її розміщенням у просторі Батуринської фортеці.
З часу побудови у першій третині XVII ст. Цитадель виконувала функції польського форпосту, власницького замочку, а у 1669—1708 роках — офіційного осідку гетьманів Дем'яна Ігнатовича, Івана Самойловича та Івана Мазепи. У листопаді 1708 року, під час Батуринської різанини це місце було епіцентром бойових дій, що засвідчили залишки масштабних руйнувань та численні поховання жертв.
На вшанування пам'яті жертв Батуринської трагедії 1708 р. — захисників і мирних мешканців Батурина — столиці гетьмана І. Мазепи, які загинули від рук російського генерала О. Меншикова 13 (2) листопада 1708 р. у 2004 р. на території Батуринського замку було встановлено Пам'ятник жертвам Батуринської трагедії.

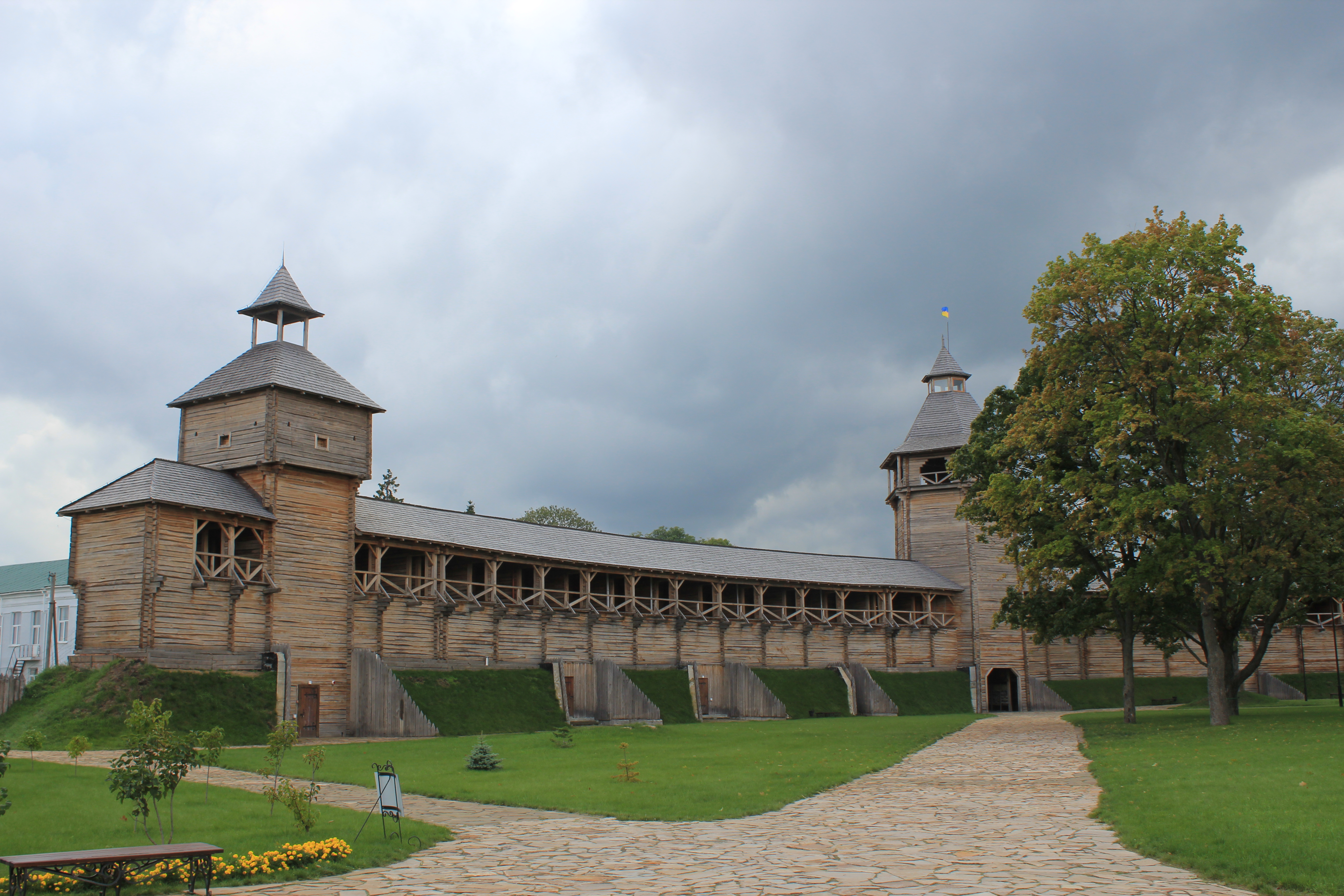
Укріплення Цитаделі.

Відтворення Батуринського замку (Цитаделі Батуринської фортеці) велося у 2008 році на виконання Указу Президента України Віктора Ющенка N 1131/2007 від 21 листопада 2007 року «Про деякі питання розвитку Національного історико-культурного заповідника „Гетьманська столиця“ та селища Батурин».
Замовником будівництва виступила Чернігівська обласна державна адміністрація.
Проект відтворення і музеєфікації об'єктів Цитаделі виконала провідна науково-дослідна та проектна організація з питань дослідження, реставрації і впорядкування пам'яток історії та культури України — Інститут «УкрНДІпроектреставрація».
Будівельні роботи у 2008 р. реалізовувала Українська спеціальна науково-реставраційна проектно-будівельно-виробнича корпорація «Укрреставрація».
Згідно визначених науково-методичних засад, архітектурне відтворення, впорядкування і музеєфікація велися на підставі комплексних наукових досліджень, у першу чергу — археологічних, історичних джерел і архітектурних аналогій у царині оборонної, культової і цивільної архітектури Гетьманщини 17-18 століть. Відтворені об'єкти замку стоять на своїх історичних місцях, виявлених і досліджених археологічно. Ці об'єкти не є автентичними, вони покликані сформувати архітектурно-художній образ Цитаделі Батуринської фортеці початку 18 століття.
Проект відтворення і музеєфікації об'єктів Цитаделі та їх інженерного облаштування станом на 2020 рік повною мірою не реалізований.

## Експозиційний комплекс

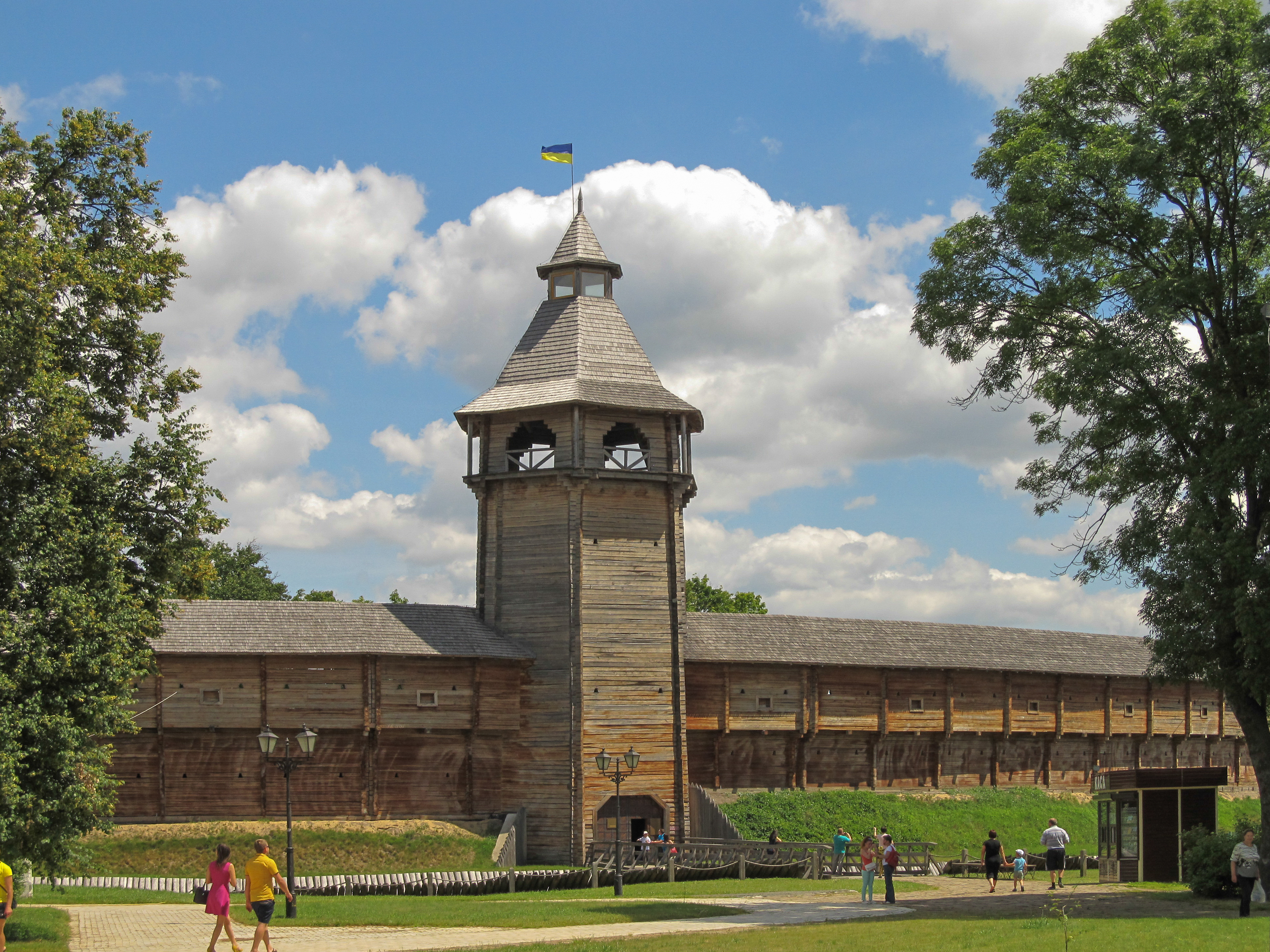
Цитадель Батуринської фортеці

До експозиційного комплексу Цитаделі Батуринської фортеці входять Пам'ятник жертвам Батуринської трагедії 1708 р. (2004 р.), одинадцять побудованих у 2008 р. об'єктів (рів, міст, головна в'їзна башта, північна та південна замкові башти, оборонна стіна, палісадова огорожа, церква Воскресіння Господнього, гетьманський будинок, скарбниця, криниця), 7 гармат на лафетах (копії козацької артилерії), три якорі XVIII—XIX століть (передані на постійне зберігання Національним заповідником «Хортиця»), жорна батуринських водяних млинів.

## Відвідування та екскурсії
Для відвідування відкрита територія Цитаделі і церква Воскресіння Господнього. Також діють тимчасові виставки.
Віртуальна екскурсія по території Цитаделі Батуринської фортеці.

## Галерея

### Оборонні споруди
Сухий рів відділяє територію замку від міста. Глибина — 7,4 м. Схили рову викладені дерев'яними колодами — «ослонами».
Міст перекинутий через рів до проїздної башти.
Головна проїздна башта — шестистінна, чотириярусна. Має горішній бойовий ярус. Висота — 29 м.
Північна башта — шестистінна, триярусна, з горішнім бойовим галерейчастим ярусом. Висота — 24 м.
Південна башта — чотиристінна, триярусна з горішнім бойовим ярусом. Висота — 24,5 м.
Оборонна стіна — триярусна, з галереєю на верхньому ярусі. Поділяється на два прясла. У центрі — головна в'їзна башта, на флангах — північна і південна башти. Покрита ґонтом. Висота — 8,6 м, довжина — 155,6 м.
Палісад (гострокіл) розташований по схилу гори.

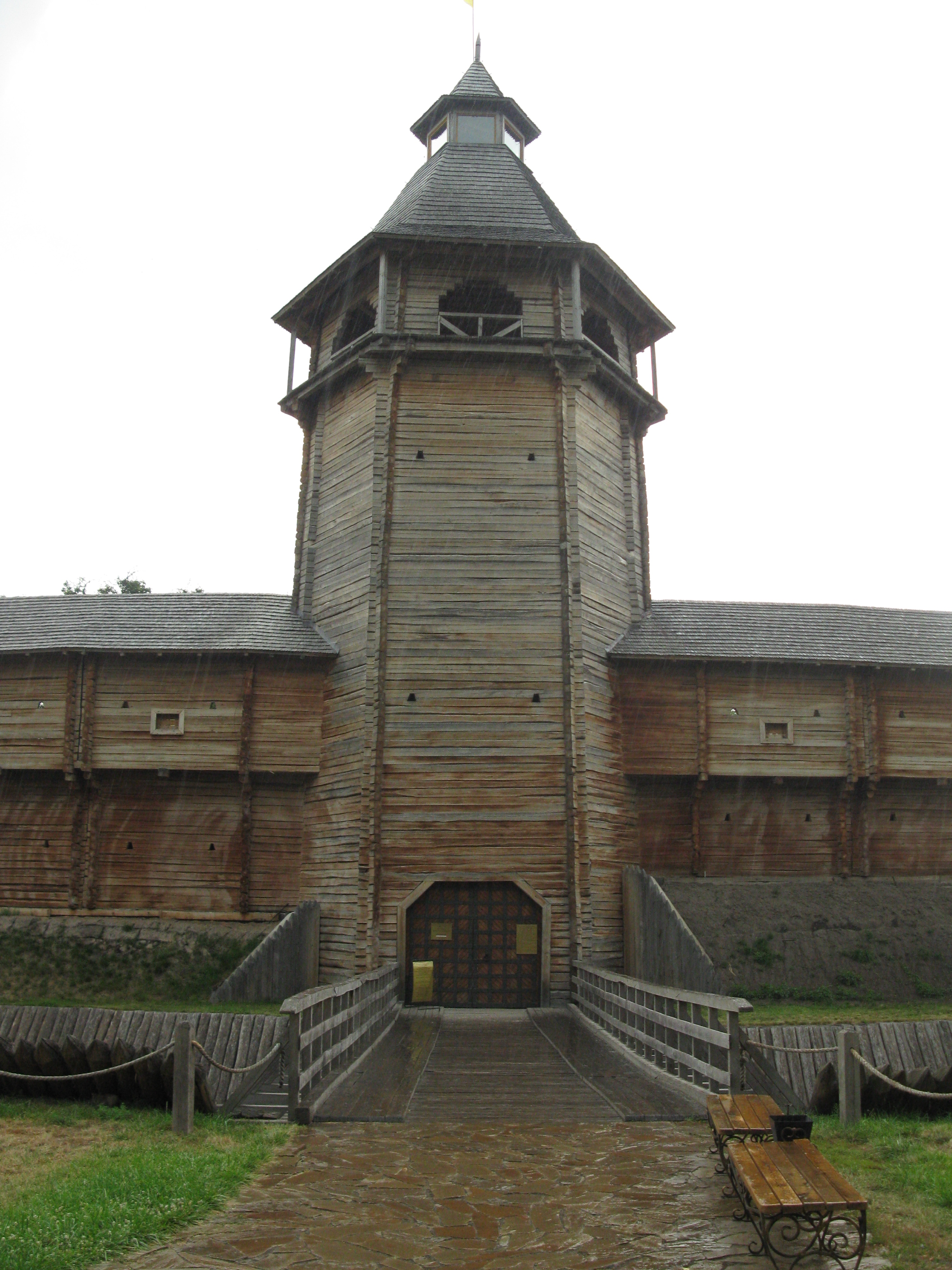
Головна проїздна башта.
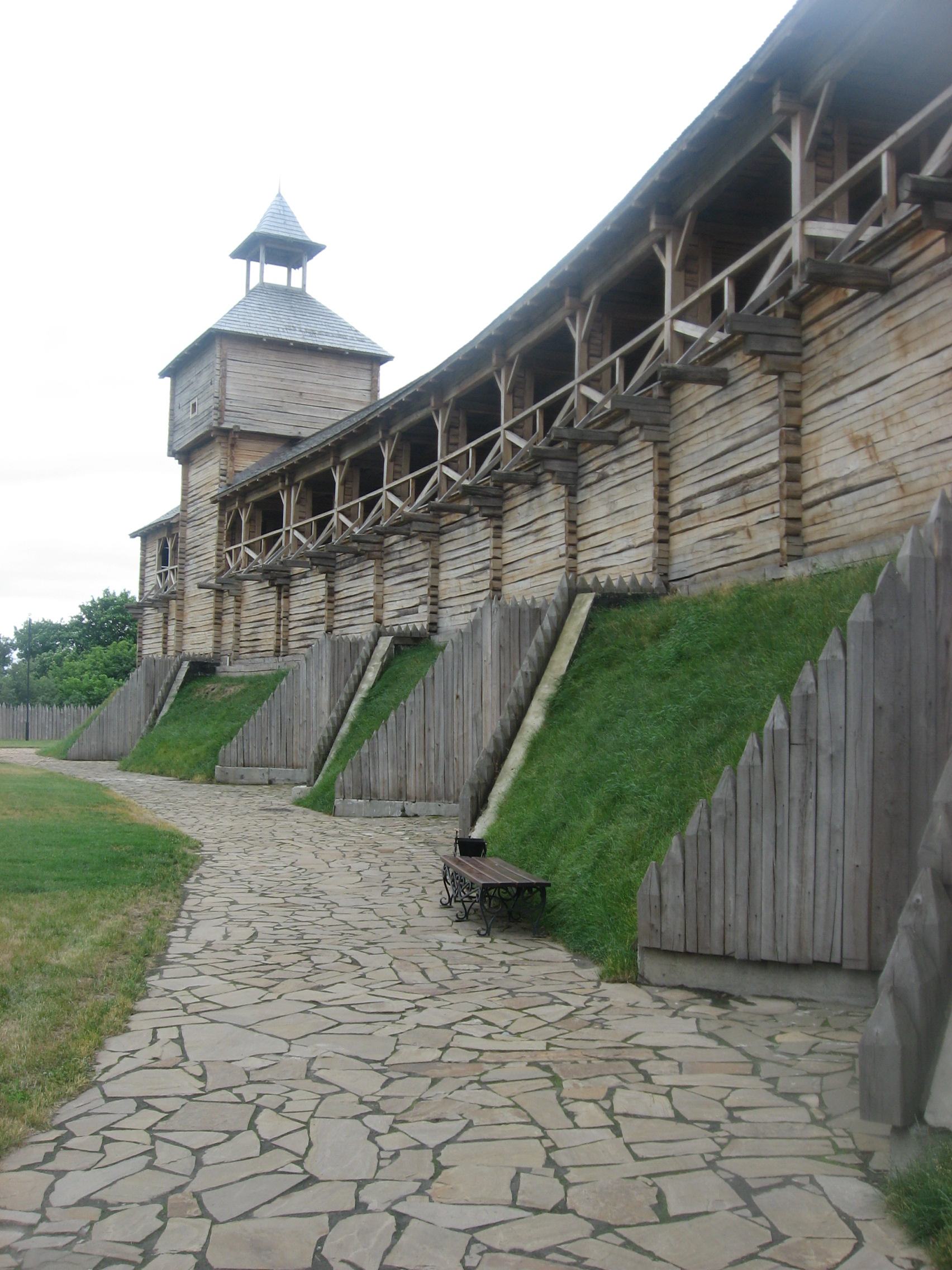
Оборонна стіна та південна башта з середини Цитаделі.
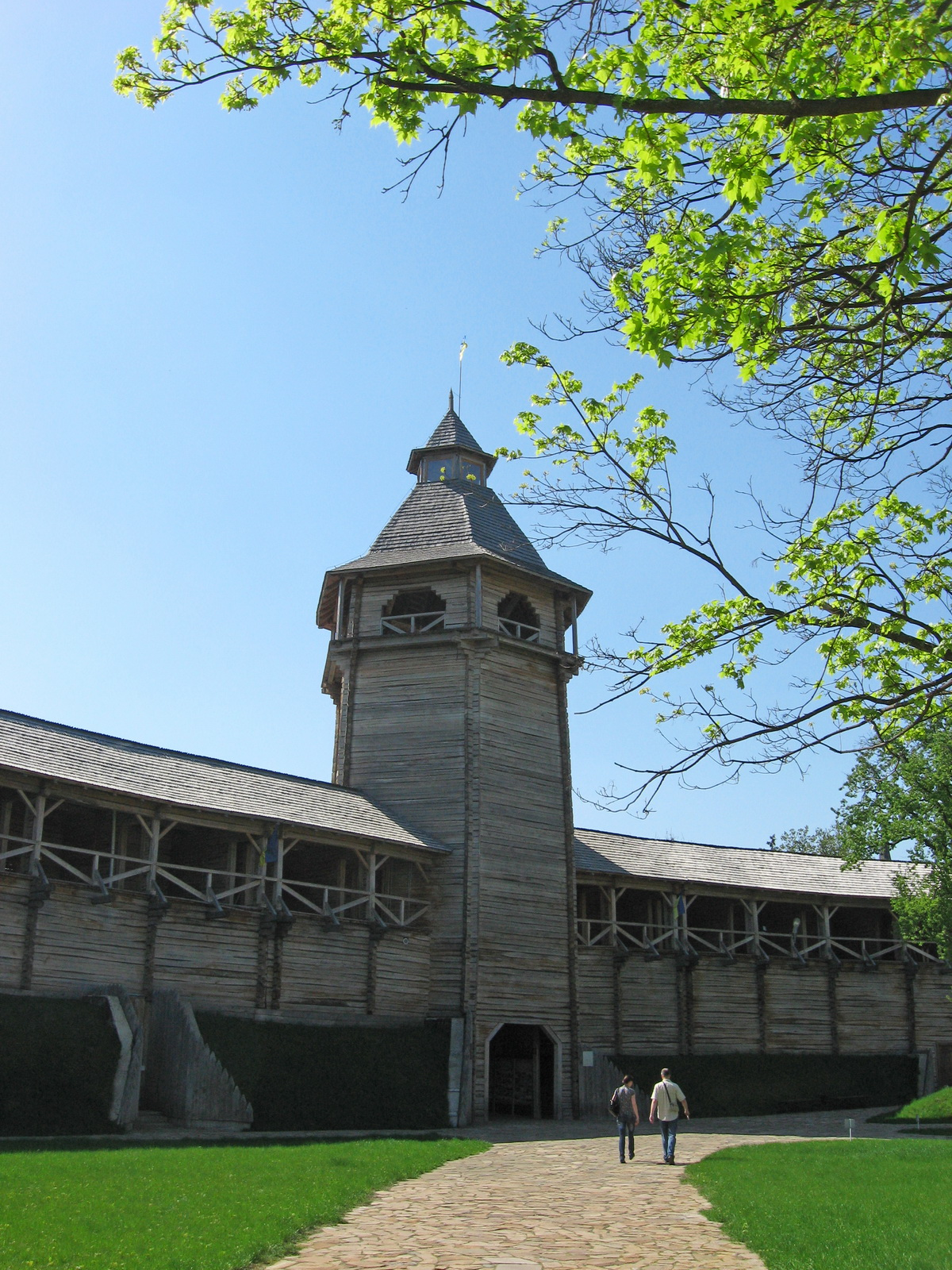
Проїзна башта з середини Цитаделі.
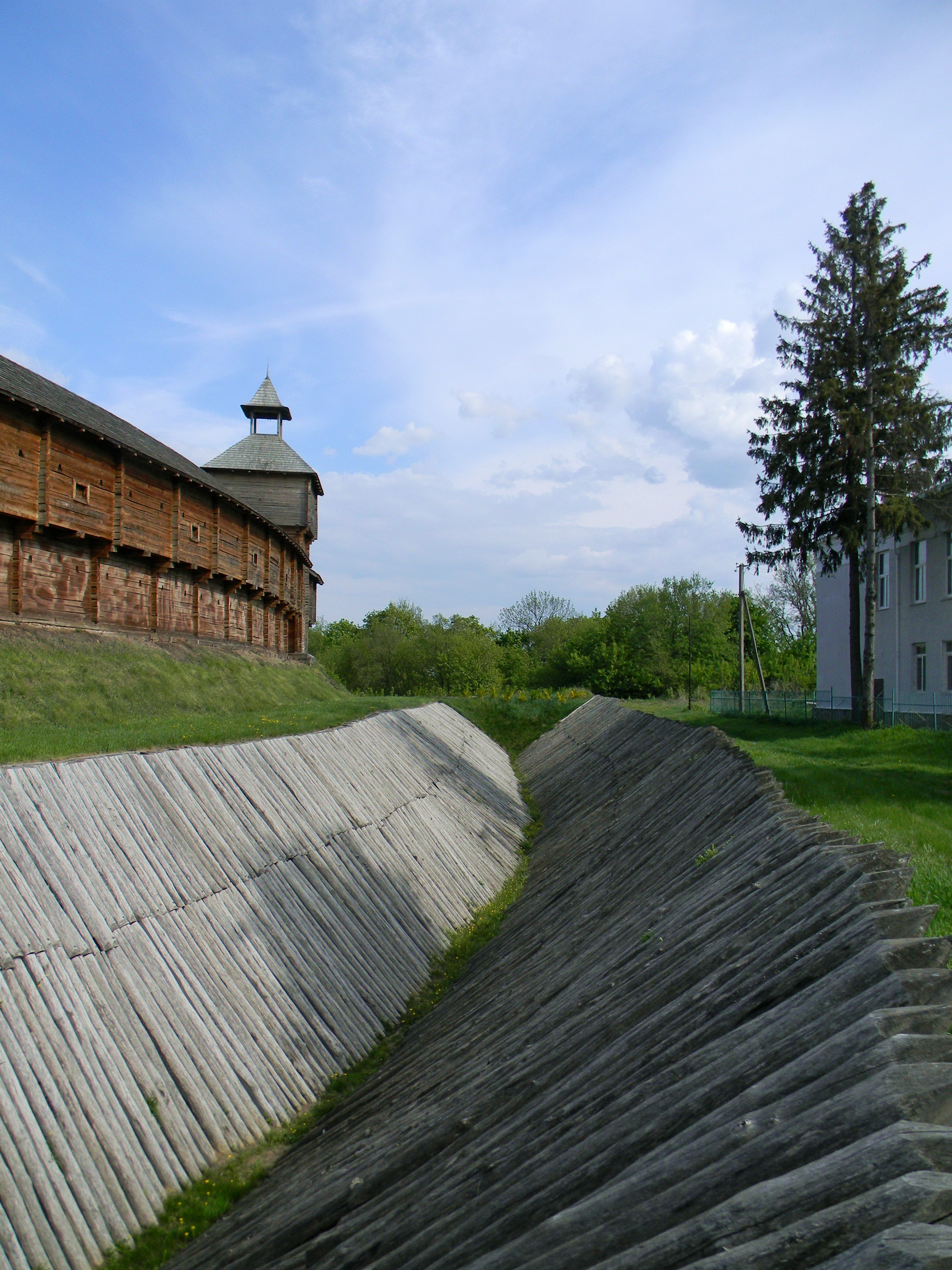
Сухий рів з укріпленими схилами.
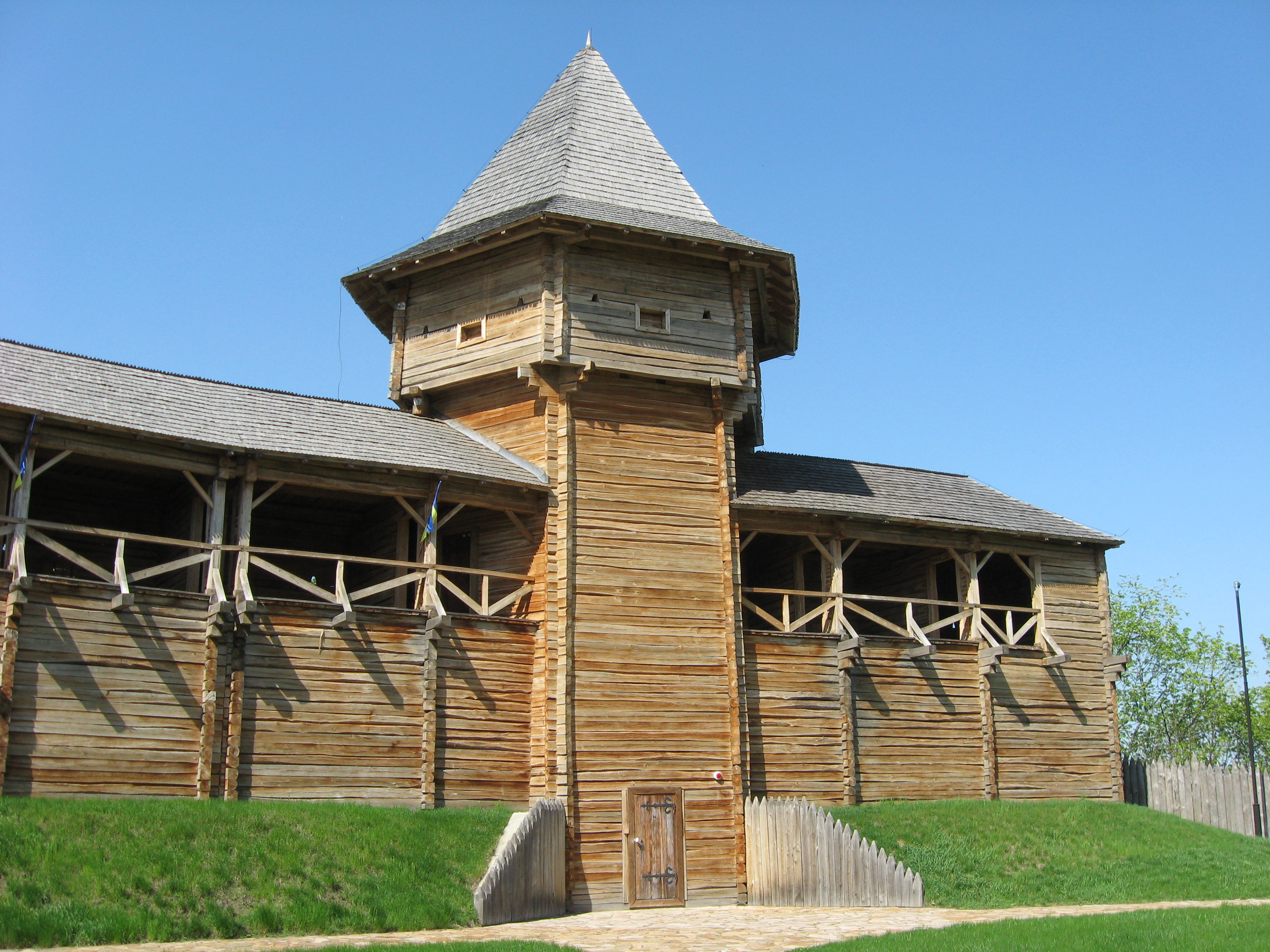
Північна башта.
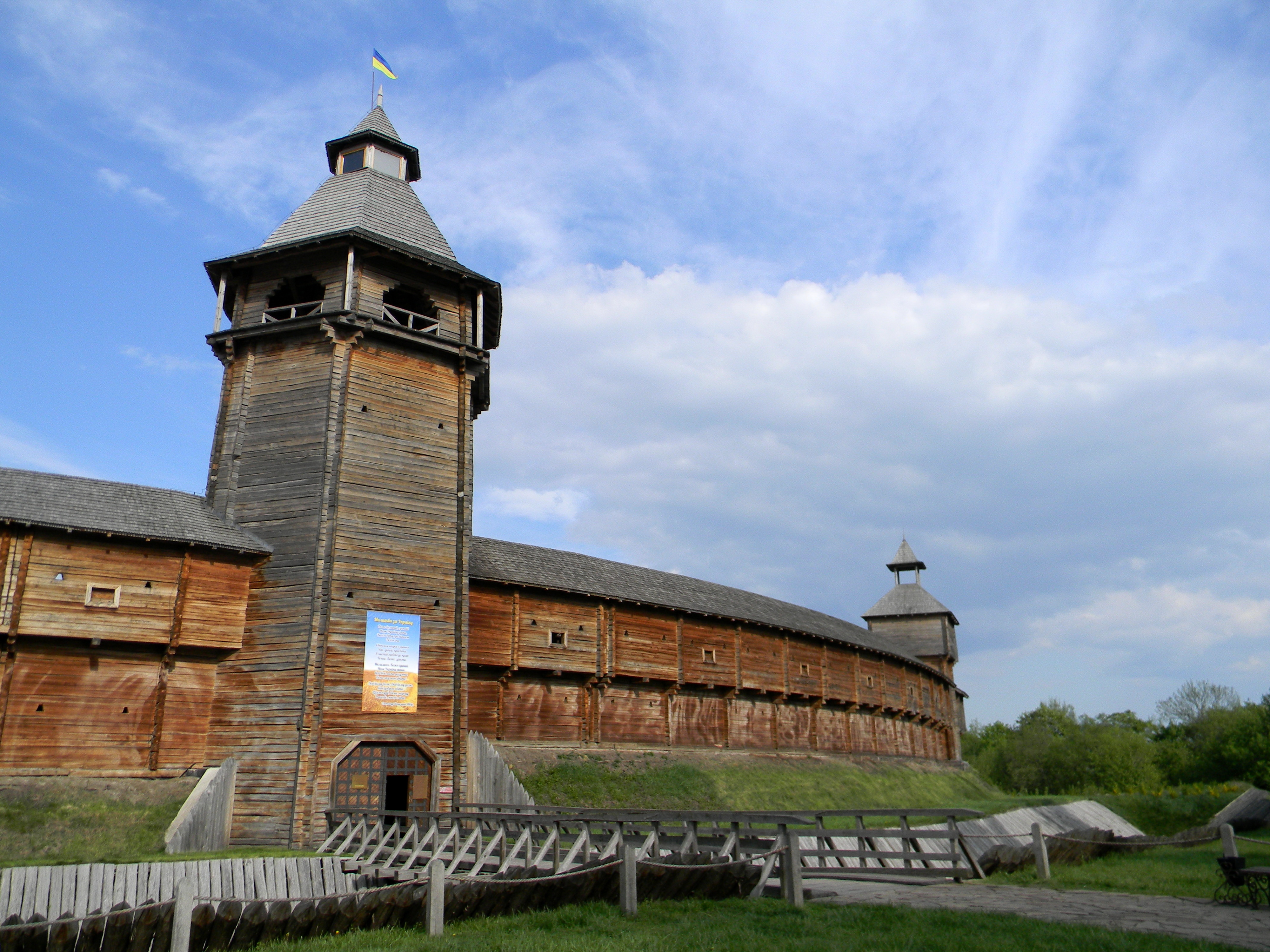
Цитадельні укріплення з боку міста.
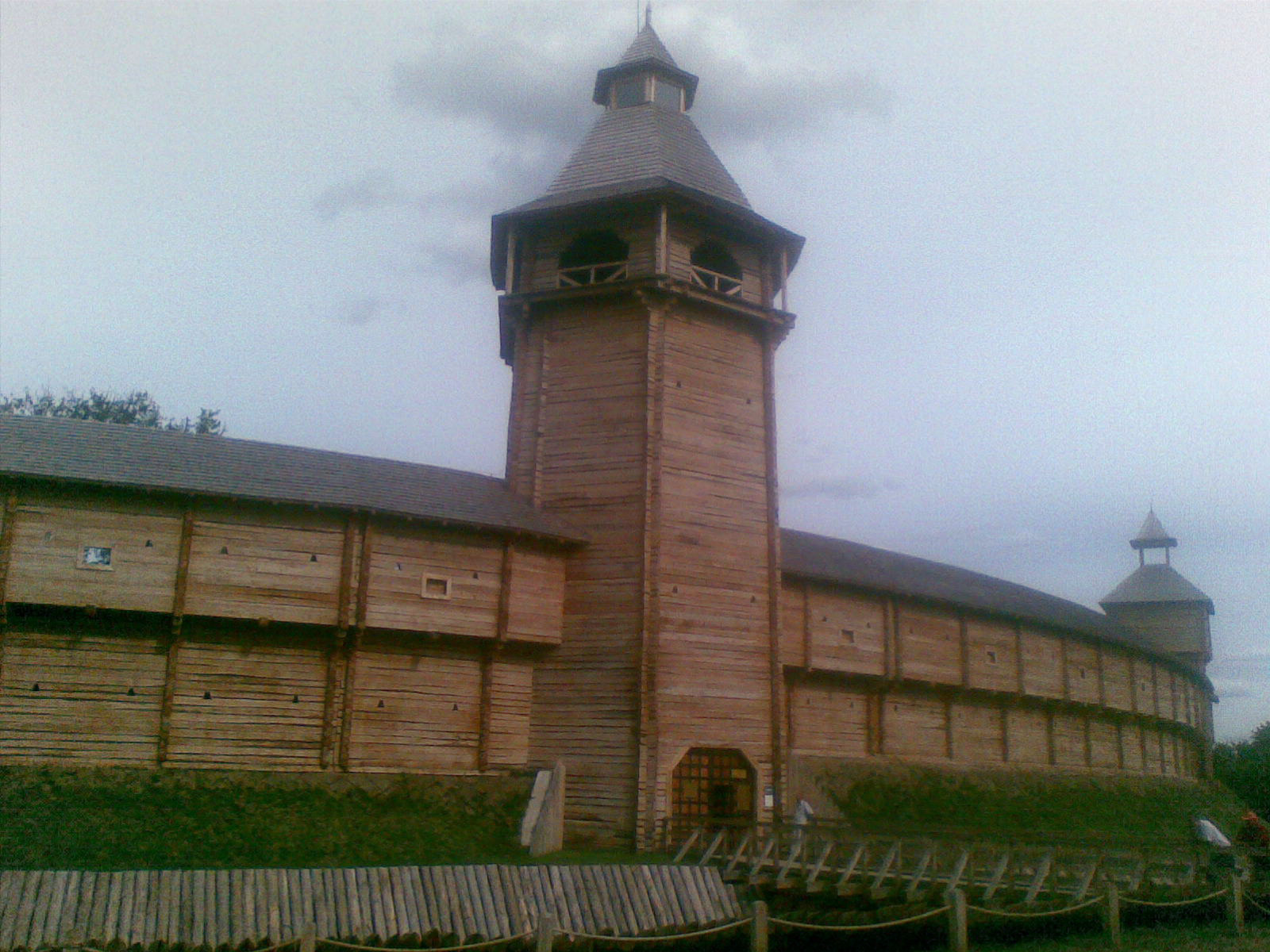
Головний вхід

### Замкова церква Воскресіння Господнього

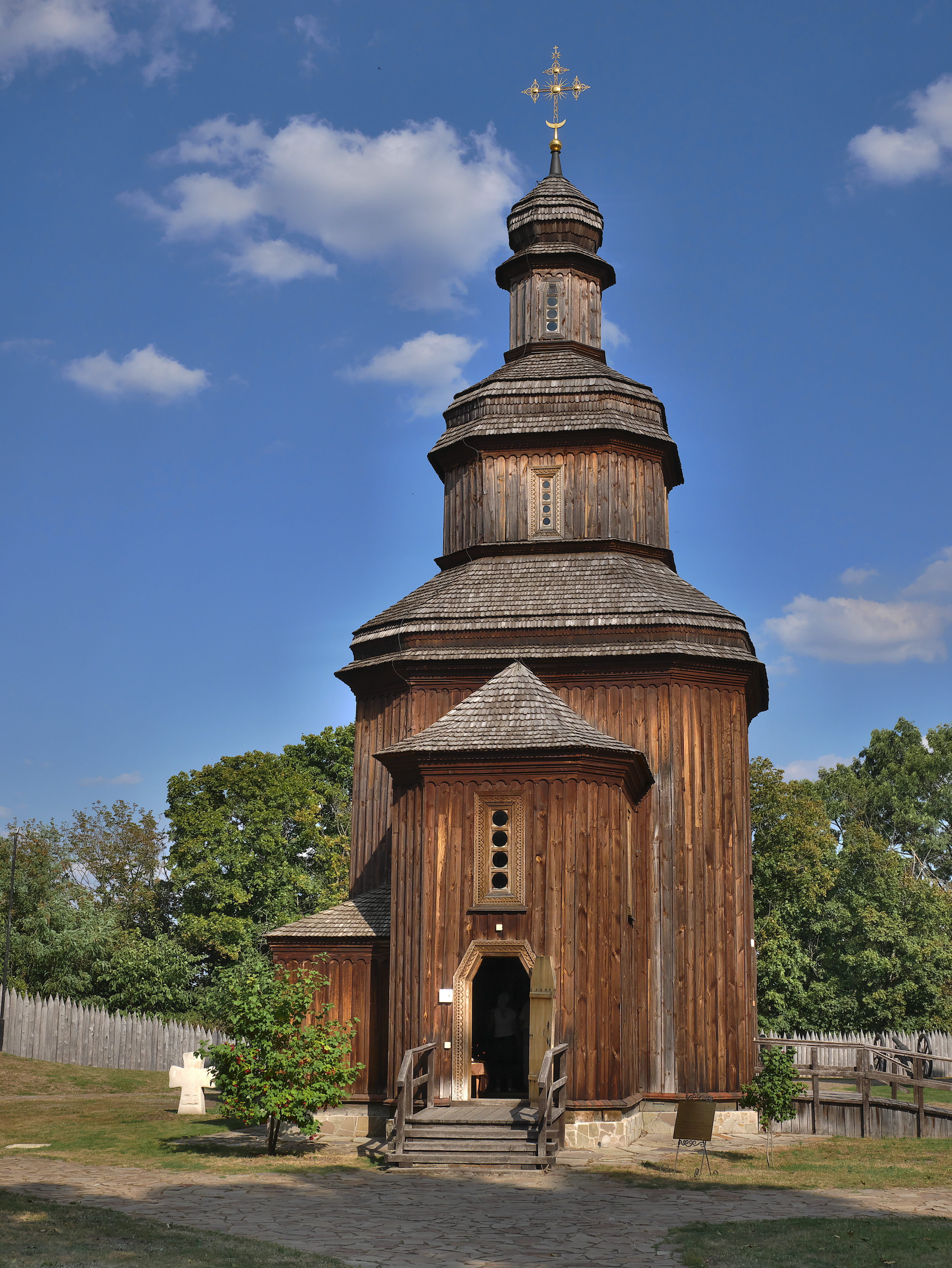
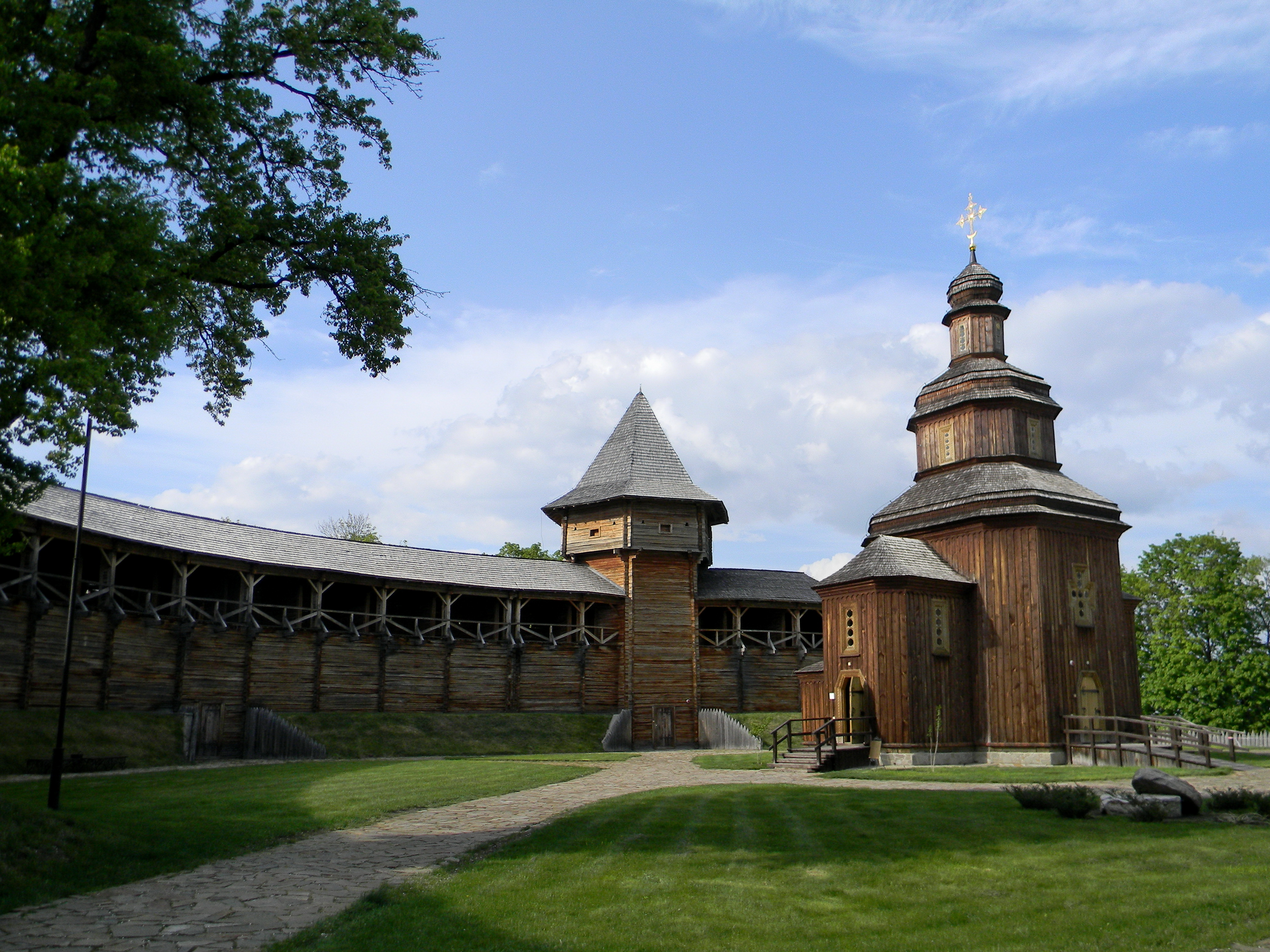
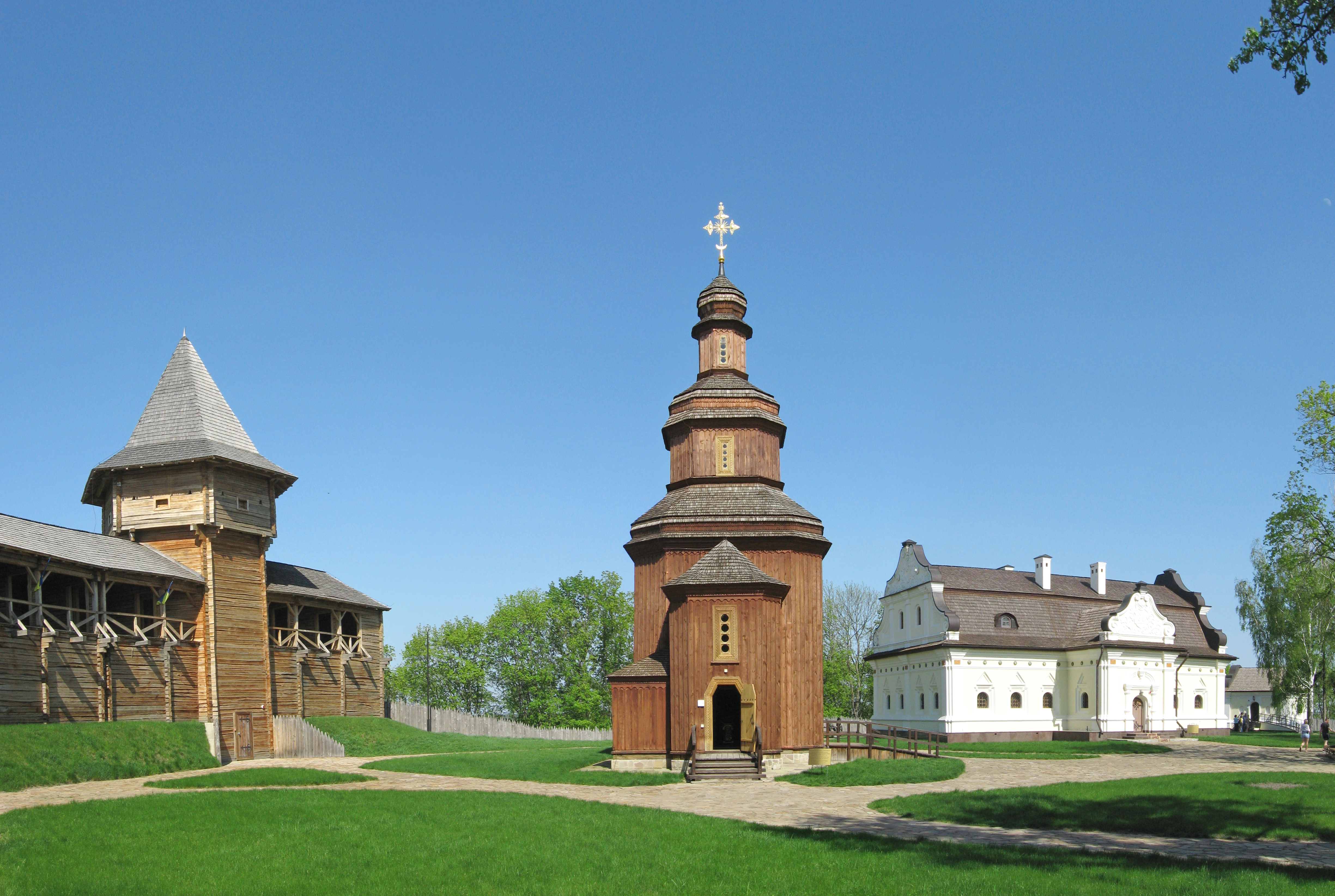
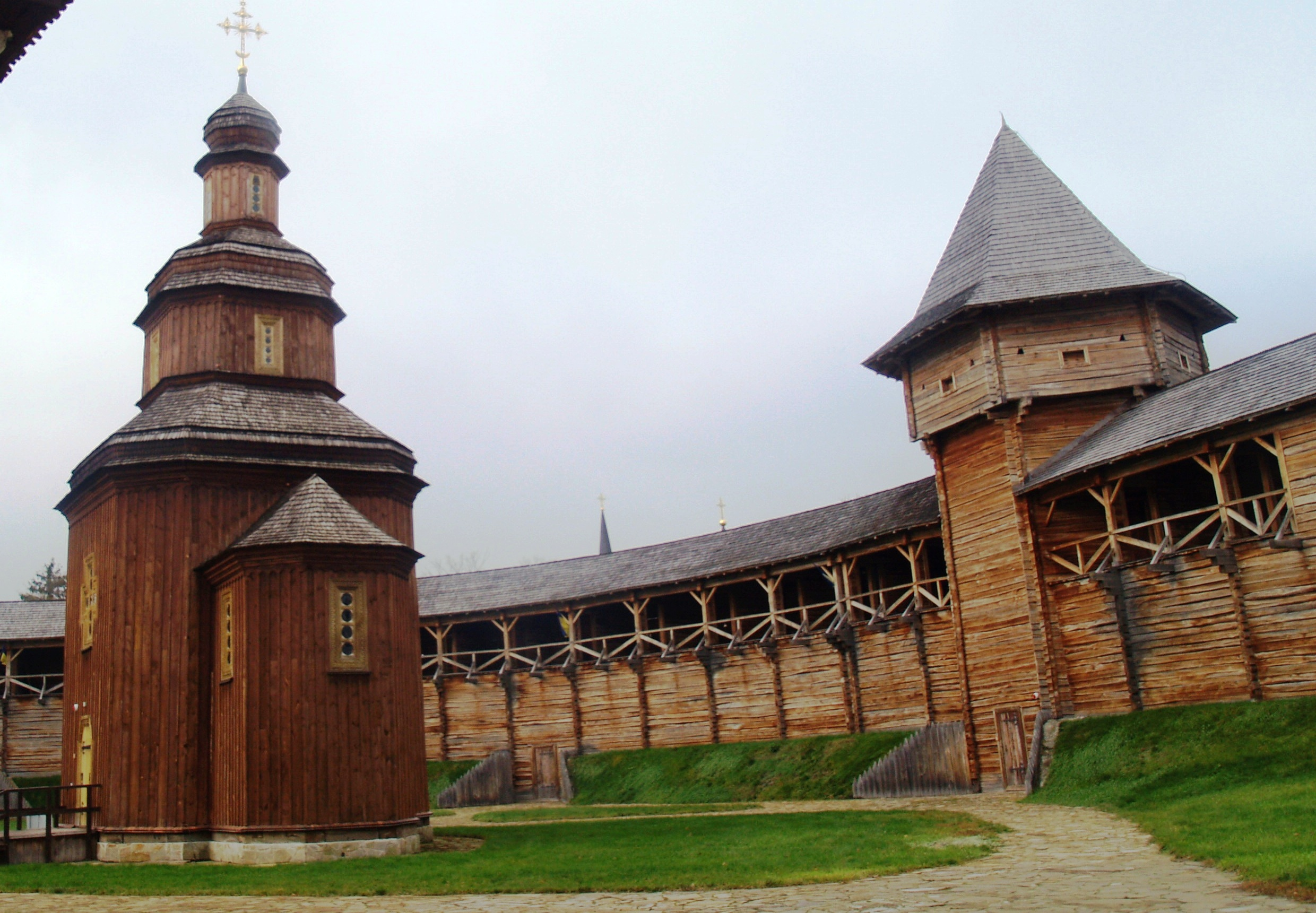

Діюча церква. Чин освячення цього храму здійснив єпископ Чернігівській і Ніжинський, керуючий Чернігівською єпархією УПЦ (КП) Іларіон у співслужінні з духовенством єпархії 14 листопада 2008 р.
Споруда тридільна, однобанна, з мурованим підземним приміщенням — криптою. Архітектурний декор, інтер'єри та культове опорядження храму вирішуються в традиціях української народної архітектури доби бароко. Висота — 16,4 м, площа — 60,2 м². У крипті поховані останки захисників та жителів Батурина, що загинули в 1708 році.

### Гетьманський будинок
Мурований, одноповерховий, з ганком, декоративними фронтонами та мансардовим приміщенням. За плануванням повторює тип української хати «на дві половини» (з сіньми посередині та кімнатами-світлицями обабіч). Архітектурний декор фасадів, декоративно-побутове опорядження кімнат вирішено в традиціях української народної архітектури доби бароко. Покритий ґонтом. Репрезентує житло козацької старшини та приміщення урядових установ Гетьманщини кінця XVII — початку XVIII ст. Висота — 12,2 м., площа — 180,4 м².

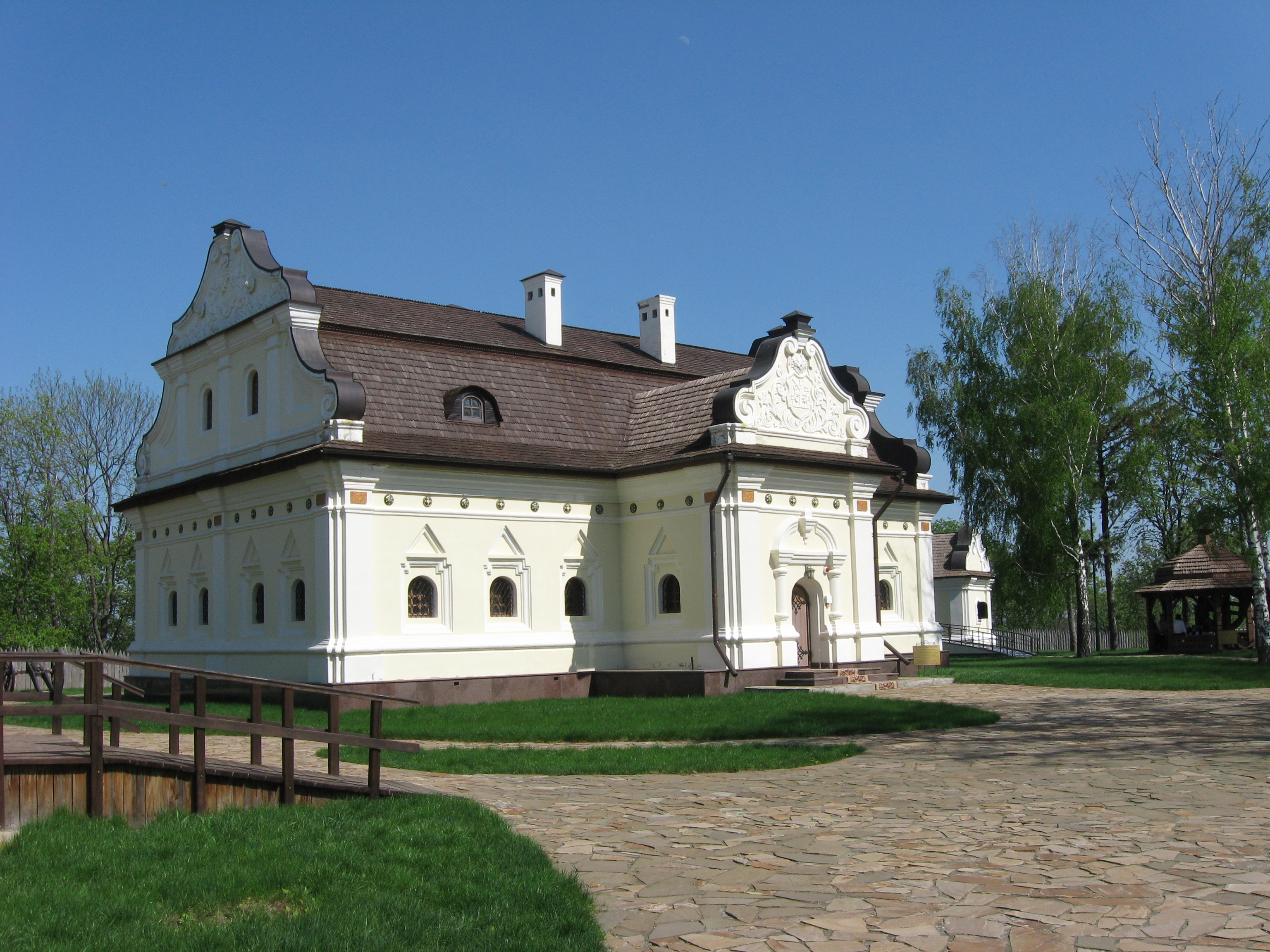
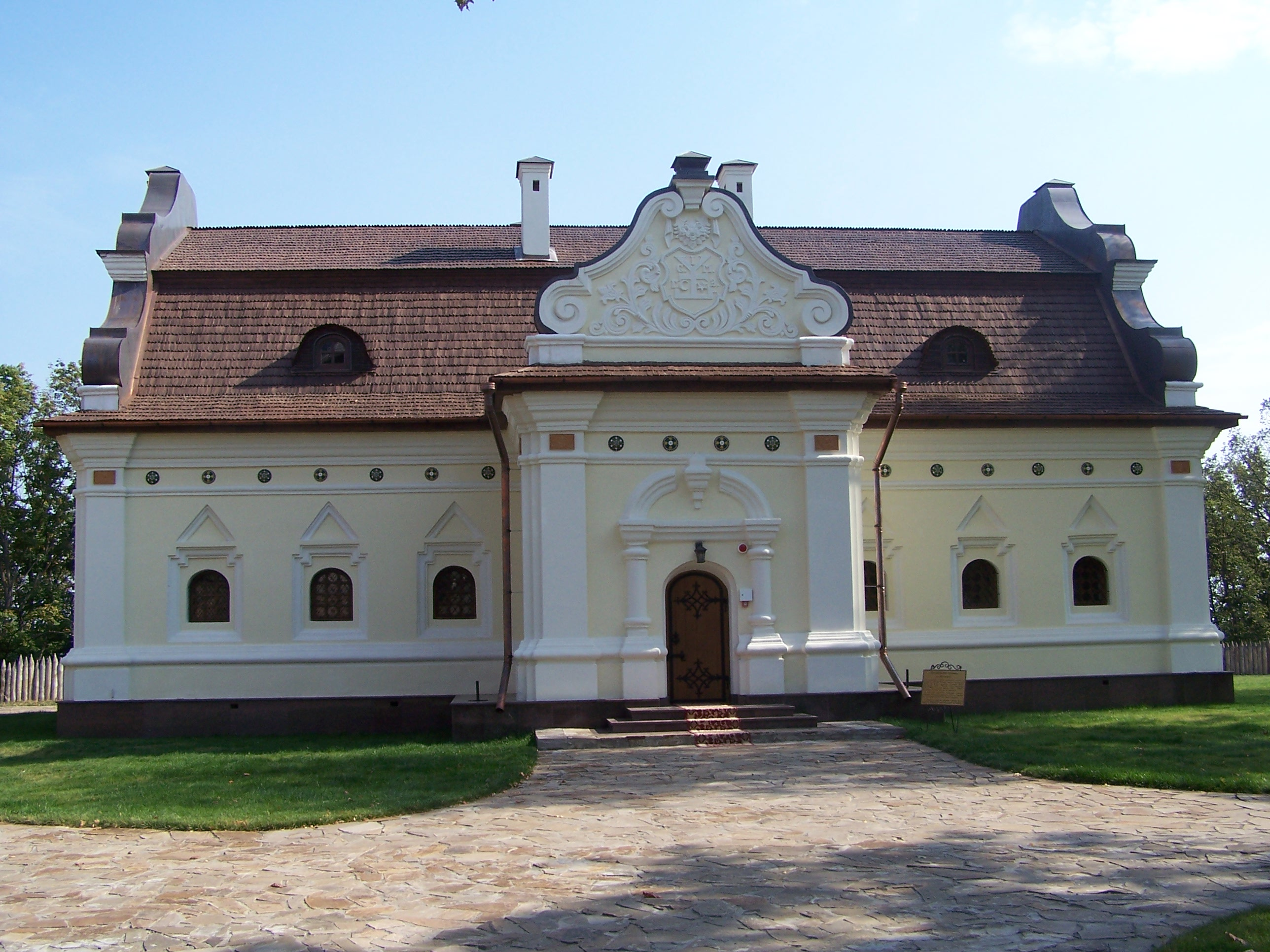
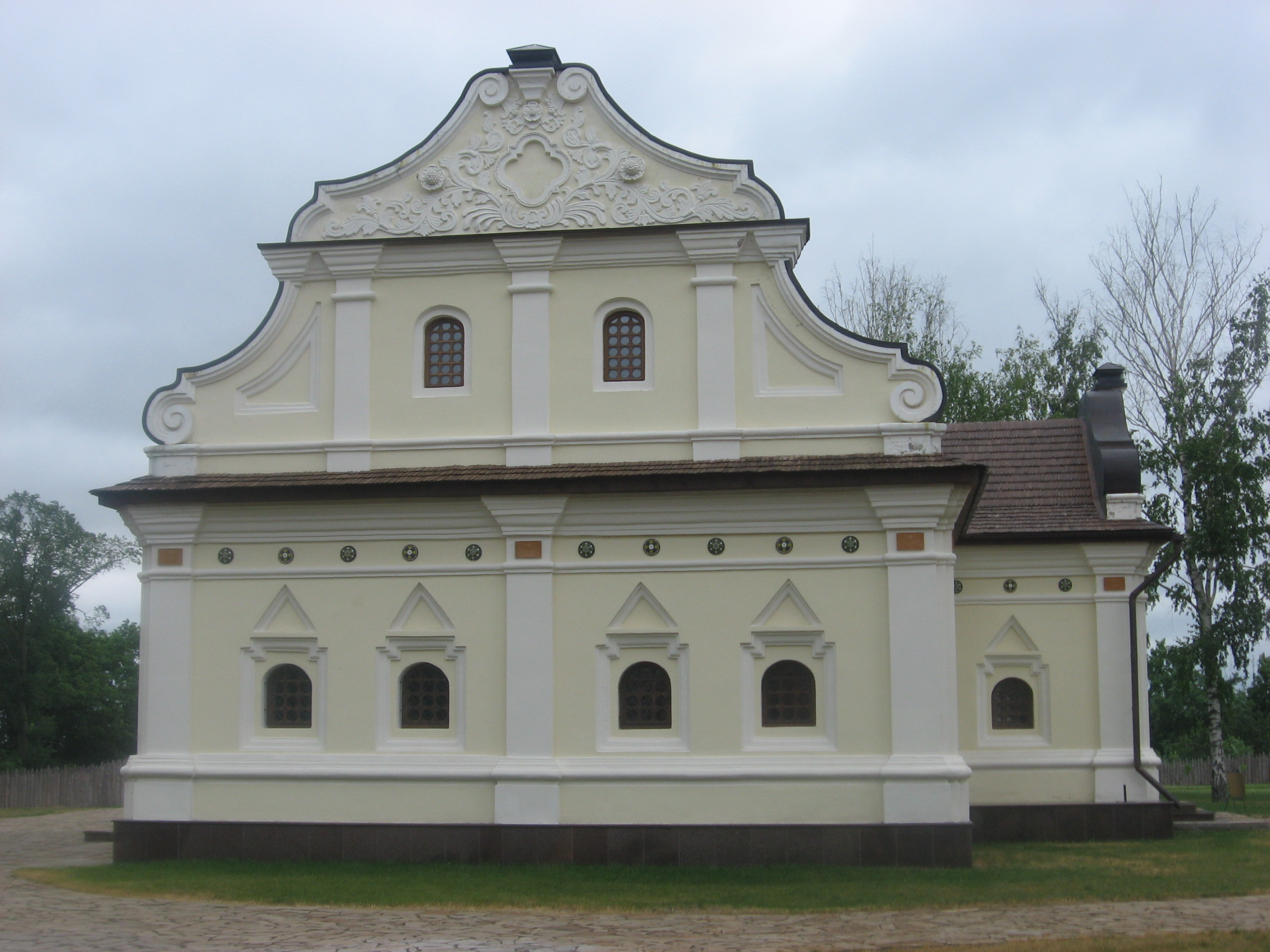

### Скарбниця

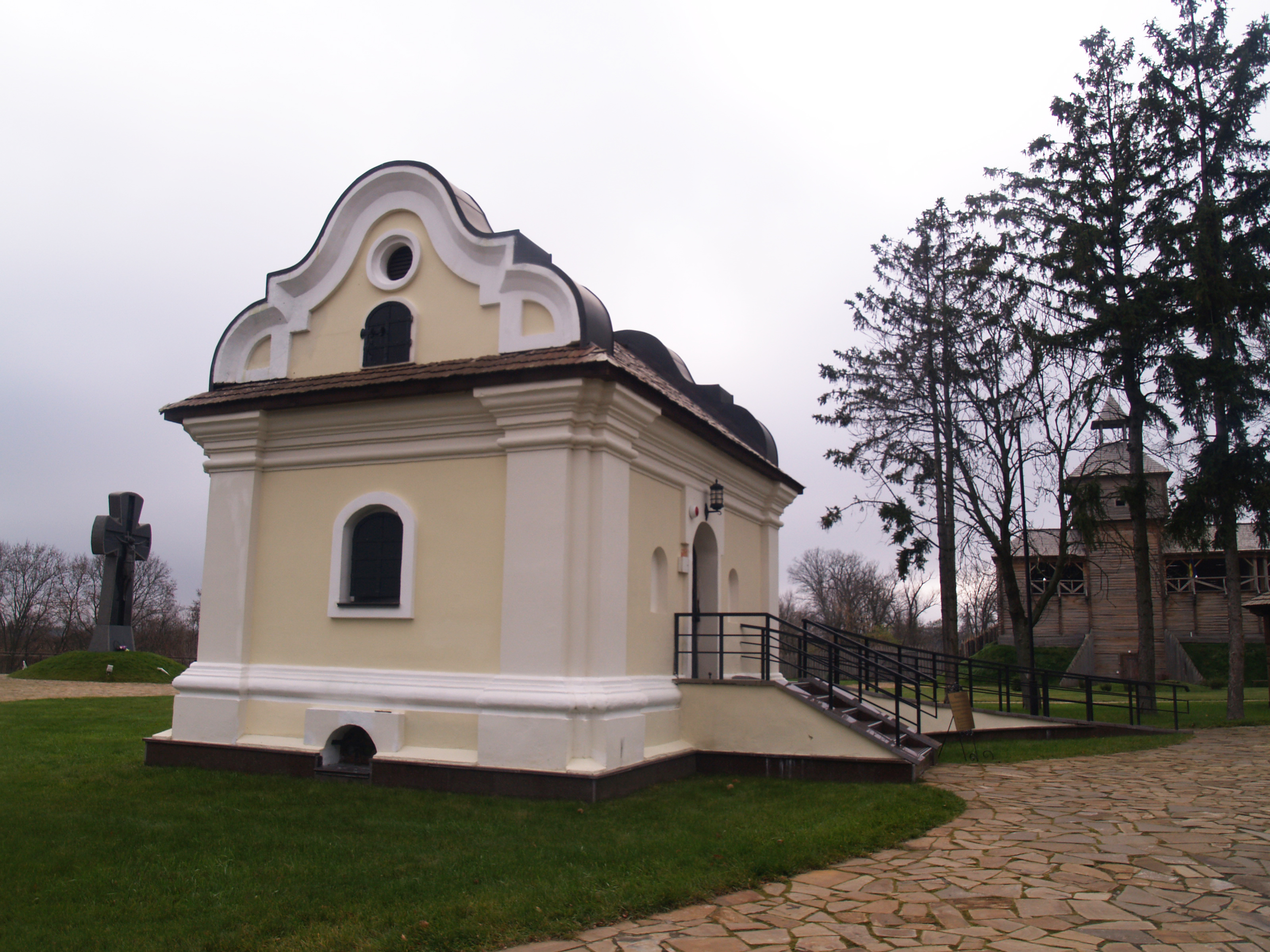
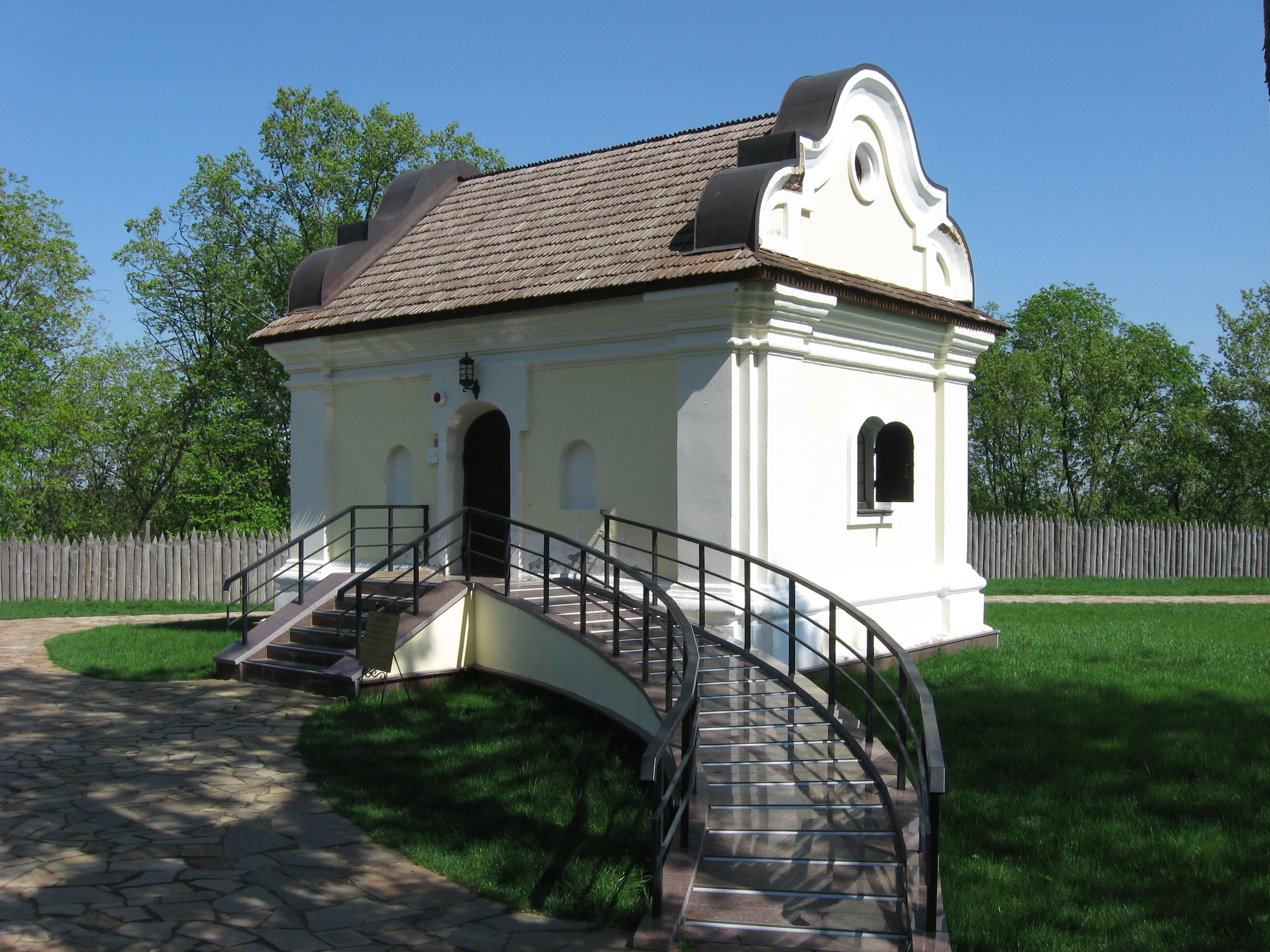

Мурована, двоярусна, зі склепінчатим льохом-підвалом. Призначалася для зберігання державного скарбу, коштовностей, клейнодів. За прототип взято пам'ятку архітектури, полкову скарбницю початку XVIII ст. з міста Прилуки на Чернігівщині, яка уособлює традиційний тип скарбниць XVII—XVIII ст., вирізняється гармонійними пропорціями, компактністю, лаконічним архітектурним декором. Покрита ґонтом. Висота — 6,65 м, площа — 27,5 м².

### Козацькі гармати

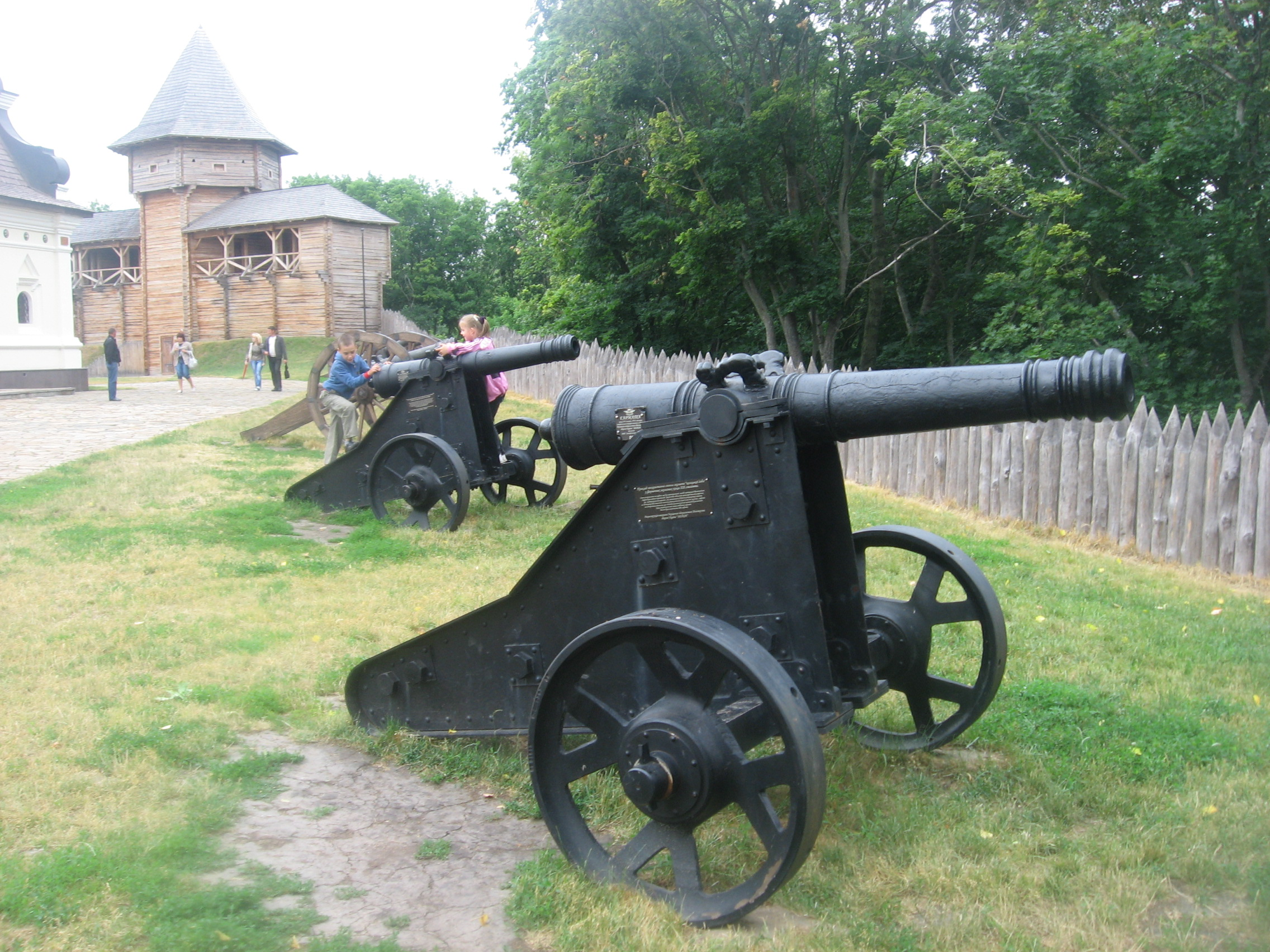
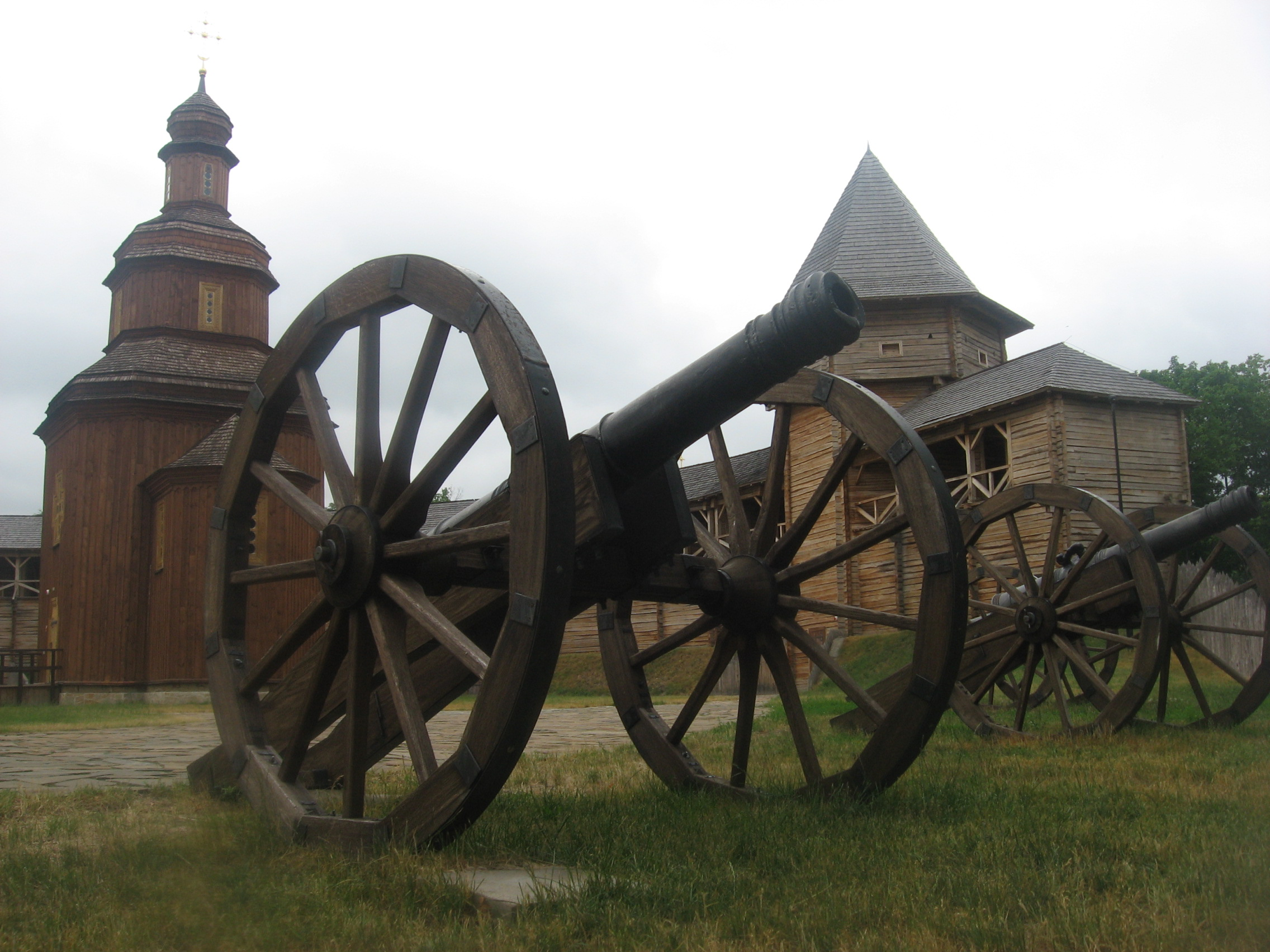
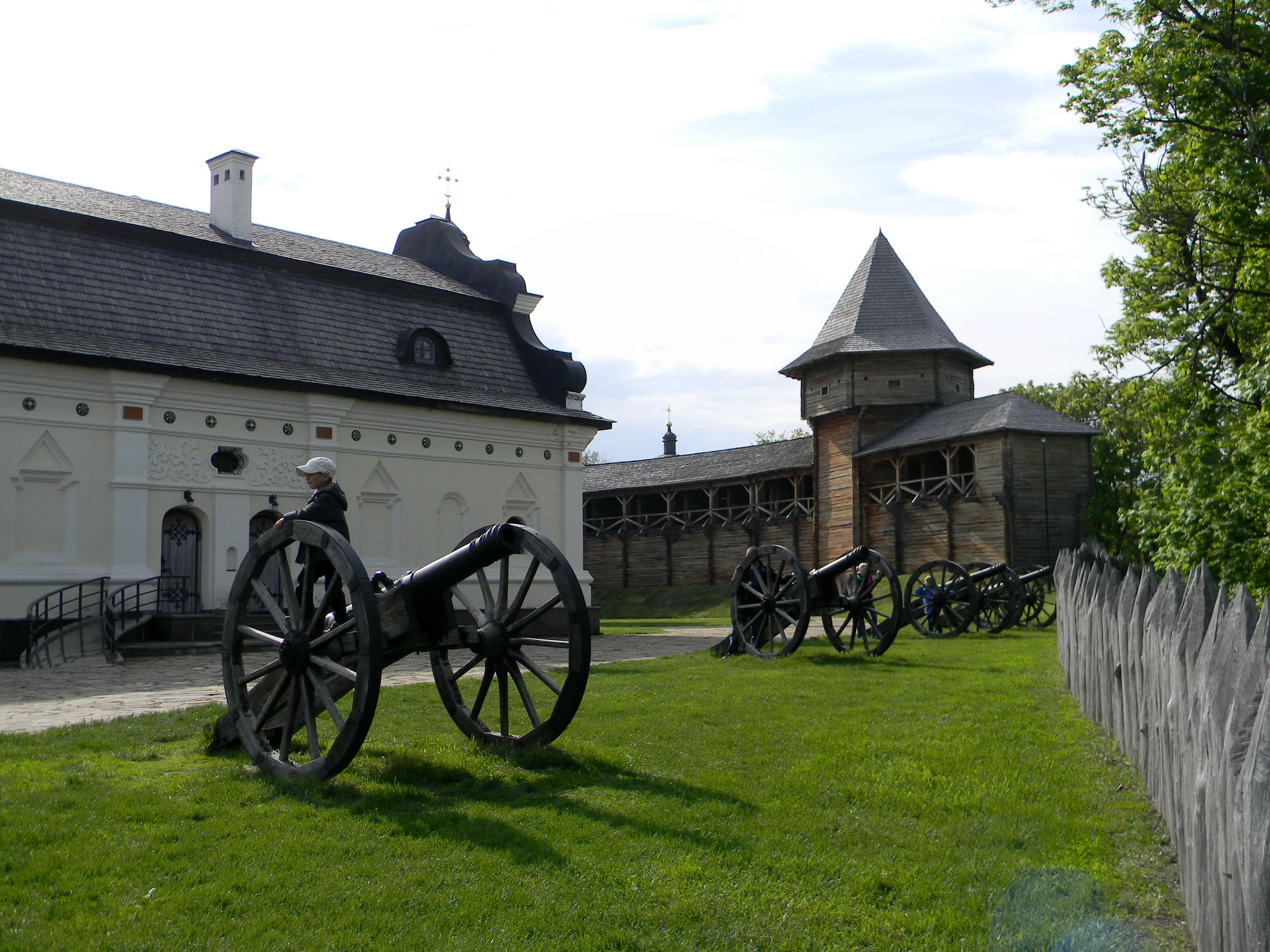

На території Цитаделі Батуринської фортеці знаходиться 7 гармат (копії): 5 з них на дерев'яних лафетах, 2 — на металевих лафетах. За історичними даними, в Батурині на початку XVIII ст. перебувало від 40 до 70-ти одиниць важкої артилерії.

### Криниця
Відтворена за зразками фортечних та монастирських криниць України XVII—XVIII ст. Її глибина сягає 29 метрів. Криниця має підйомний механізм із корбою та дерев'яну альтанку, покриту ґонтом.

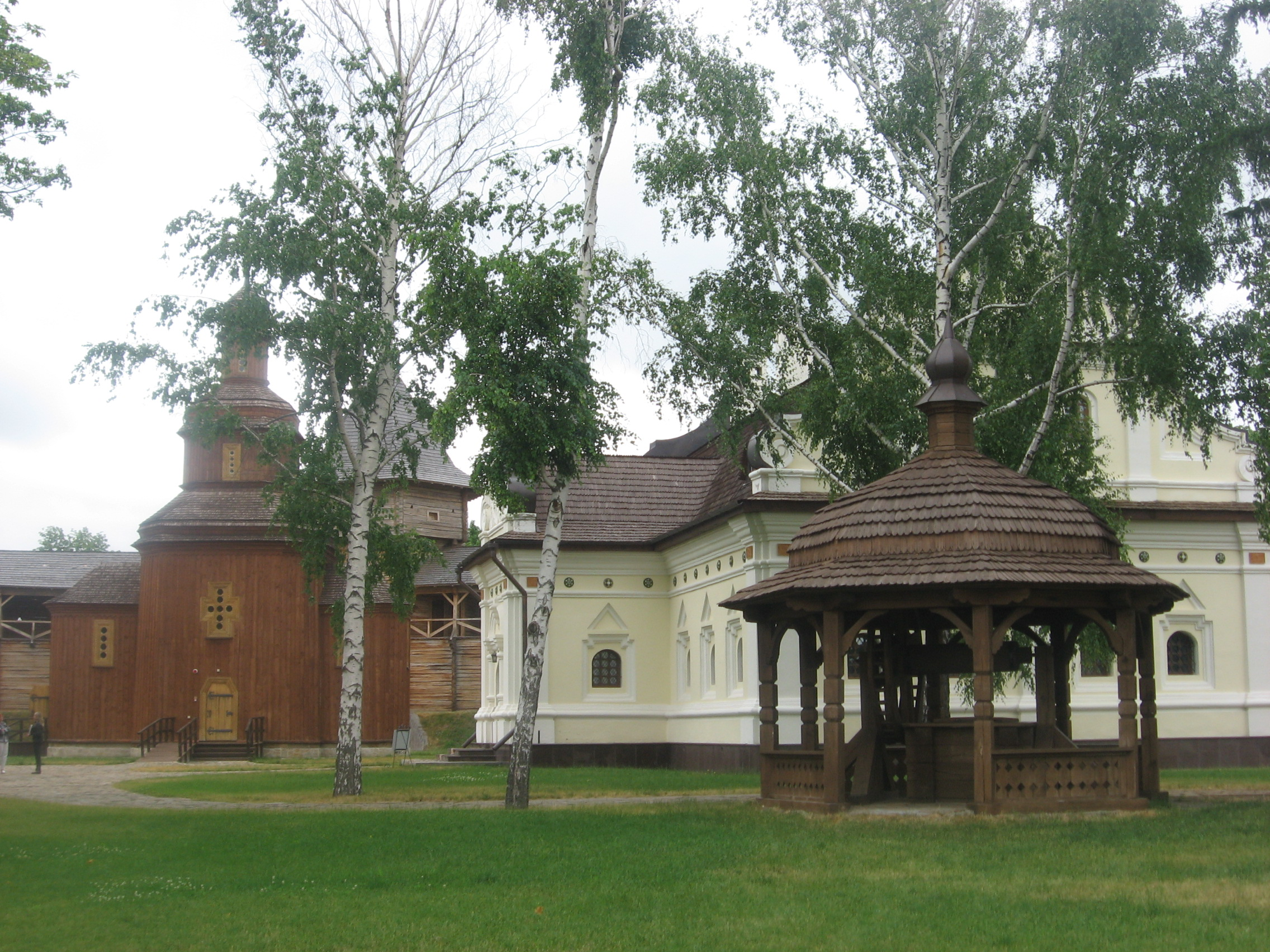
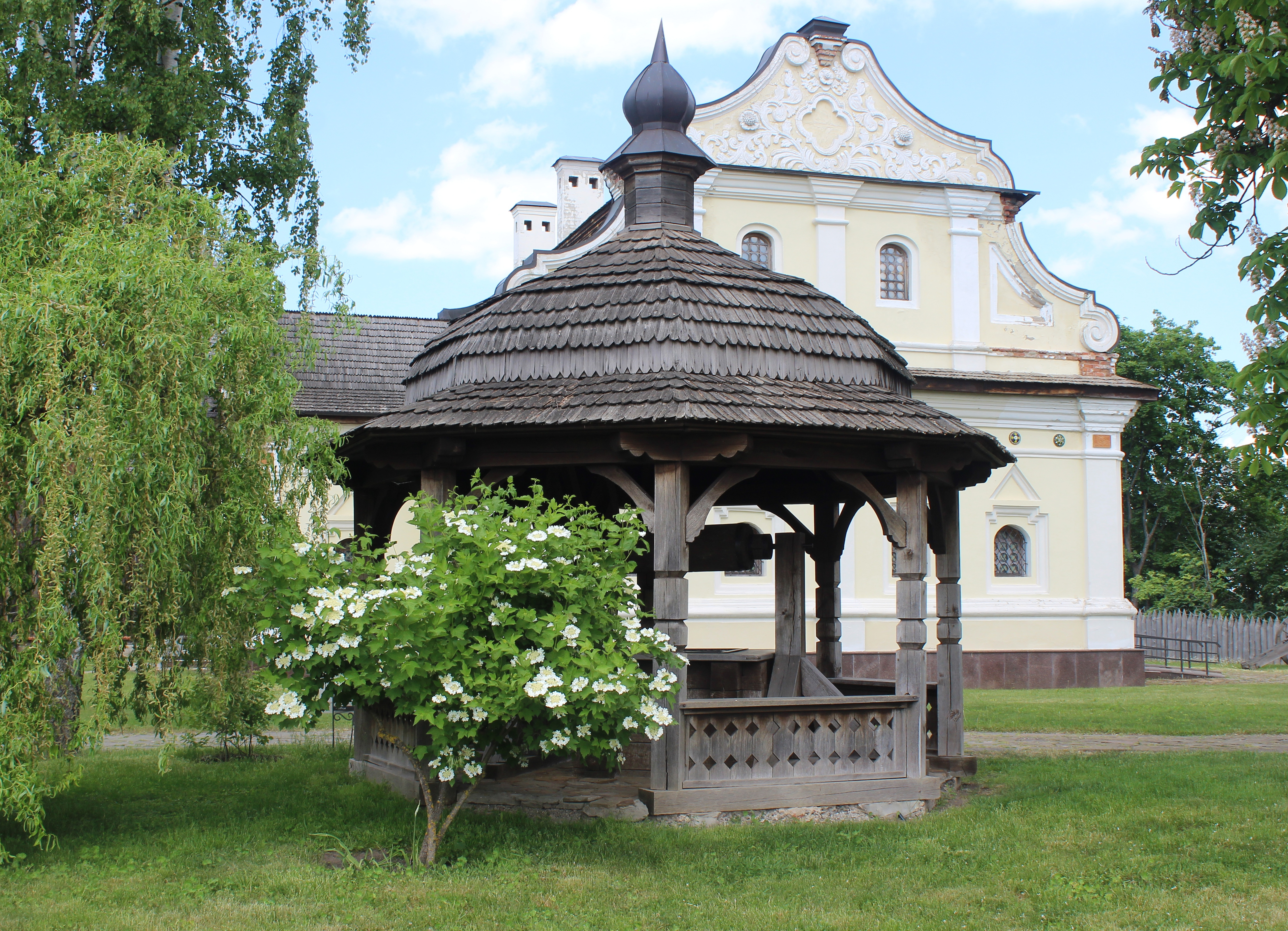